# Tutufa (Tutufella) nigrita
Tutufa (Tutufella) nigrita is een slakkensoort uit de familie van de Bursidae. De wetenschappelijke naam van de soort is voor het eerst geldig gepubliceerd in 1979 door Mühlhäusser & Blöcher.